# Манчестерский замок
Манчестерский замок (англ. Manchester Castle) — средневековая крепость, предположительно находившаяся между реками Ирвелл и Ирк в одноимённом городе Манчестер, Великобритания.
Первое упоминание о сооружении относится к 1184 году, а в одном из исторических документов 1215 года замок значится за семейством Грейли, баронами Манчестера. Первоначально, постройки были деревянными, и лишь гораздо позднее возведены в камне. Вокруг замка располагалось три рва с водой.
В своей книге «Warfareё in England» (1912), писатель и историк Хилер Беллок назвал Манчестерский замок одной из двух наиболее важных оборонительных линий средневековой Англии вместе с линией реки Темза.